# Happysad
happysad est un groupe de rock polonais créé en 2001 à Skarżysko-Kamienna. Son premier album, Wszystko jedno, a été publié en 2004 et a remporté un grand succès.
Les membres actuels[Quand ?] du groupe:
- Jakub « Quka » Kawalec : chante, guitare ;
- Łukasz « Pan Latawiec » Cegliński : guitare, chanteur ;
- Artur « Artour » Telka : basse ;
- Jarosław « Dubin » Dubiński : percussion.

Le plus souvent le style de Happysad est défini[Par qui ?] comme un mélange de rock, rock indépendant, reggae, pop de guitare et punk rock. Cependant le groupe se démarque définitivement du punk rock. Le chanteur Jakub Kawalec a dit : « On est pas des punk-rockers. On s'identifie avec aucune idéologie — ni de punk-rock, ni de punk (…) On est pas un groupe moraliste qui présente une façon de penser. »[réf. nécessaire]

## Discographie
- Wszystko jedno (2004)
- Podróże z i pod prąd (2005)
- Nostress/Łydka (2006) (single)
- Nieprzygoda (2007)
- Mów mi dobrze (2009)
- Ciepło/Zimno (2012)